# Saarijärvi (sjö i Finland, Södra Savolax, lat 61,58, long 27,40)
Saarijärvi är en sjö i Finland. Den ligger i kommunen S:t Michel i landskapet Södra Savolax, i den södra delen av landet, 200 km nordost om huvudstaden Helsingfors. Saarijärvi ligger 85,7 meter över havet. Arean är 2,6 kvadratkilometer och strandlinjen är 16,91 kilometer lång. Sjön  ingår i Vuoksens huvudavrinningsområde.   I omgivningarna runt Saarijärvi växer i huvudsak blandskog. Den sträcker sig 2,3 kilometer i nord-sydlig riktning, och 2,3 kilometer i öst-västlig riktning.
I sjön finns flera små öar.